# Philine amabilis
Philine amabilis is een slakkensoort uit de familie van de Philinidae. De wetenschappelijke naam van de soort is voor het eerst geldig gepubliceerd in 1880 door A. E. Verrill.